# لور غريب
لور غريّب كرباج (1931 - 2023) رسّامة وشاعرة وصحافية وناقدة لبنانية، اشتهرت برسم المنمنمات. حازت جائزة «مرتبة الشرف» في بينالي باريس (1967)، والجائزة الأولى في بينالي الإسكندرية (1997).

## سيرة
ولدت لور سليم غريّب في بلدة دير القمر (جبل لبنان) في 29 كانون الأول/ديسمبر 1931، وتعود جذورها إلى بلدة بعقلين الشوفية، تلقت تعليمها في بلدتها ثم قصدت العاصمة بيروت لاكمال تعليمها، فبعد نيلها شهادة الفلسفة، انتقلت الى المدرسة العليا للآداب للتخصص في الأدب الفرنسي، وفي هذه المرحلة بدأت تتظهر موهبتها الشعرية. كذلك درست الفن في الأكاديمية اللبنانية للفنون الجميلة.

تقول لور عن هذه الفترة في حوار مع مجلة المسيرة:
"قبل الحرب ما كنا نعرف الألوان، في دير القمر كانت الكتب بالأبيض والأسود، وكنت أرسم وأنا بالصف، بعد الحرب اصبحت أرسم أكواريل، وعندما أصبحنا في بيروت بدأت تتفتح عيناي على أشياء لم نكن نعرفها ولا نملكها".
تزوجت لور من الممثل اللبناني أنطوان كرباج في العام 1966، ورزقا ثلاثة أولاد: وليد ورولا ومازن (رسام).
توفيت في 8 شباط/فبراير 2023 بعد معاناة طويلة مع مرض السرطان. ونعاها العديد من الشخصيات الرسمية والأدبية والفنية والإعلامية والنقابية.

## نشاطها
عملت لور غريب في البداية في وزارة التربية، وهناك تعرفت الى الرسام سعيد أ.عقل الذي اهتم لاحقًا بها. في تلك المرحلة قررت التوقف عن الدراسة والتفرغ للكتابة، وأصدرت ديوانها الأول بالفرنسية Noir les bleus، وانضمت الى جريدة لوريان أيام الشاعر الفرانكوفوني صلاح ستيتية، كمترجمة للشعر العربي الحديث الى اللغة الفرنسية، وحتى العام 1965 تاريخ افتتاح جريدة "لوجور" لتنضم إليها هي ونزيه خاطر عبر ترجمات ومقالات نقدية. كذلك عملت لور في مجلة شعر، ثم صحيفة النهار اللبنانية لنحو 55 سنة (2016م). وقد صدر كتاب عن سيرتها، وكانت من الشخصيات التي شاركت في انتفاضة 17 تشرين.
عرفت لور "برسومها الحبرية العفوية التي لا تبتعد من المرح والطفولة، وترتبط بها وبالبلد وبالحياة اليومية والواقع الصعب، وتضمّنت أعمالها رموزاً وأقنعة آتية من العصور القديمة، وأشكالاً هندسية مستعيرة من المنمنمات تفاصيلها ضمن قالب تجريدي".

كتبت لور الشعر ثم بدأت بالرسم، ثم مزجت الشعر مع الرسم في لوحاتها الفنية. كان لها أعمال فنية مشتركة مع ابنها رسام الكوميكس مازن كرباج. لوحات بالأبيض والأسود، تحكي عن الرجل المشترك بينهما أنطوان كرباج (الأب والزوج)، أو تقول يوميات العدوان الإسرائيلي على لبنان عام 2006، أي السنة التي بدأ فيها التعاون بينهما. وفي ذلك يقول الكاتب روان عز الدين:
"في عزّ حداثة الشعر واللوحة والمسرح في بيروت، أنجزت لوحات شكلية متفرّدة مطلع الستينيات. أعمال يطغى عليها اللون الأسود (الحبر الصيني)، لم تتشابه مع مجايليها حينها. معظم ذاكرتها البصرية ترتكز إلى كتبها المدرسية في الأبيض والأسود. كما أن الألوان كانت غالية حينها، كما تقول. هكذا كانت اللوحة عبارة عن زخرفة منفلشة من الخطوط العريضة والرفيعة، والرموز الصغيرة واللامتناهية التي تشبه الأرابسك. تضمّنت أعمالها رموزاً وأقنعة آتية من العصور القديمة، وأشكالاً هندسية مستعيرة من المنمنمات تفاصيلها ضمن قالب تجريدي. شيئاً فشيئاً، بدأت الألوان تدخل إلى اللوحة، التي «كنت أخلطها بالبهارات وبعض مكونات المطبخ لتغيير درجاتها» تقول. كذلك بدأت تنفلش وتتكسر تلك الأطر، وإن كانت الخطوط المتعرّجة والمتداخلة لا تزال تتسلل إلى لوحاتها. متاهات بصرية، شكلت البناء الأساسي للوحتها الأولى، التي كلما ازدادت تعقيداً، كلما عكست دفقاً وتلقائية".

## أعمالها
للور العديد من الأعمال المطبوعة فضلا عن الأعمال الفنية والكتابات الصحافية، ومن هذه الأعمال:
- Noir les Bleus (أسوَد الزرقات)- أول ديوان شعري لها بالفرنسية - 1960[23]
- معرض "أسود وأبيض" في "غاليري وان" ليوسف الخال - زقاق البلاط/ بيروت 1965 (أول معرض لها)[5]
- إكليل شوك حول عنقي (قصص) - 1966[7]
- معرض "الحبر الصيني" في "Gallery One" غاليري المعرض الدائم في شارع فينيسيا من 20-30 كانون الثاني/يناير 1966[24]
- معرض «كونتاكت» (1974)[6]
- معرض «غاب سنتر» (1985)
- Témoignage - كتاب فني بالفرنسية - 1985[25]
- Achèvement - عمل شعري (مشترك مع ابنها مازن بالفرنسية) - 2002[26]
- 33 jours (33 يومًا) - كتاب فني بالفرنسية والعربية - 2007 [27]
- معرض "أنت وأنا حبر وورق" - 2008 (مشترك مع ابنها مازن كرباج)
- بورتريه ذاتي مشترك بعنوان: «أنت وأنا والبابيي بان» (2008) (مشترك مع ابنها مازن كرباج)
- معرض «أنت وأنا والبابيي بان» - 2010 (مشترك)[28]
- «غداً لن يأتي» - قصة مصوّرة - 2014 (حوارية بصرية وكلامية بين جيلين مختلفين عبر علاقة أم وابنها)
- معرض «أبجديّة لور غريب ومازن كرباج» - 2015 (بالاشتراك مع مازن كرباج)[17]
- معرض نشوة العين في غاليري جانين ربيز - الروشة/ بيروت 2017[3][18]
- Laure Ghorayeb: black on white - كتاب فني مشترك - 2019[29]
- Laure et Mazen: Correspondance(s) / المراسلات: بيني وبينك: 1 شباط - 26 آب 2019 - متحف سرسق، بيروت [30][31]